# Microsteira glaucifolia
Microsteira glaucifolia är en tvåhjärtbladig växtart som beskrevs av Arenes. Microsteira glaucifolia ingår i släktet Microsteira och familjen Malpighiaceae. Inga underarter finns listade i Catalogue of Life.